# Be My Valentine! (Anti-Crisis Girl)
«Be My Valentine! (Anti-Crisis Girl)» (укр. «Будь моїм коханим! (Антикризова дівчина)») — сингл української співачки Світлани Лободи з альбому «Anti-Crisis Girl». Цією піснею співачка представляла Україну на пісенному конкурсі Євробачення 2009.

## Чарти
| Чарт                          | Найвища позиція |
| ----------------------------- | --------------- |
| Greek Billboard Singles Chart | 9               |
| Swedish Singles Chart         | 46              |
| Ukrainian Airplay Chart       | 1               |
| UK Singles Chart              | 167             |